# Miłogoszcz (powiat Wałecki)
Miłogoszcz (Duits: Mehlgast) is een dorp in de Poolse woiwodschap West-Pommeren. De plaats maakt deel uit van de gemeente Tuczno.